# 22855 Donnajones
22855 Donnajones este un asteroid din centura principală de asteroizi.

## Descriere
22855 Donnajones este un asteroid din centura principală de asteroizi. A fost descoperit pe 9 septembrie 1999 la Socorro, New Mexico, în cadrul proiectului LINEAR. Asteroidul prezintă o orbită caracterizată de o semiaxă mare de 2,57 ua, o excentricitate de 0,11 și o înclinație de 3,1° în raport cu ecliptica.